# Gastronomía de Mozambique
La gastronomía mozambiqueña estuvo profundamente influenciada por los portugueses, quienes introdujeron nuevos cultivos, sabores y métodos de cocción.
Uno de los platos mozambiqueños más famosos es el matapa, un guiso elaborado con hojas de yuca molidas mezcladas con mariscos como camarones o cangrejos, con cebolla y ajo.

## Productos básicos
El alimento básico de muchos mozambiqueños es la xima (chi-mah), una papilla espesa hecha con harina de maíz. La yuca y el arroz también se consumen como carbohidratos básicos. Todos estos platos se sirven con salsas elaboradas a base de verduras, carne, legumbres o pescado. Otros ingredientes típicos incluyen anacardos, cebollas, hojas de laurel, ajo, cilantro, pimentón, pimienta, chile rojo, caña de azúcar, maíz, mijo, sorgo y patatas.

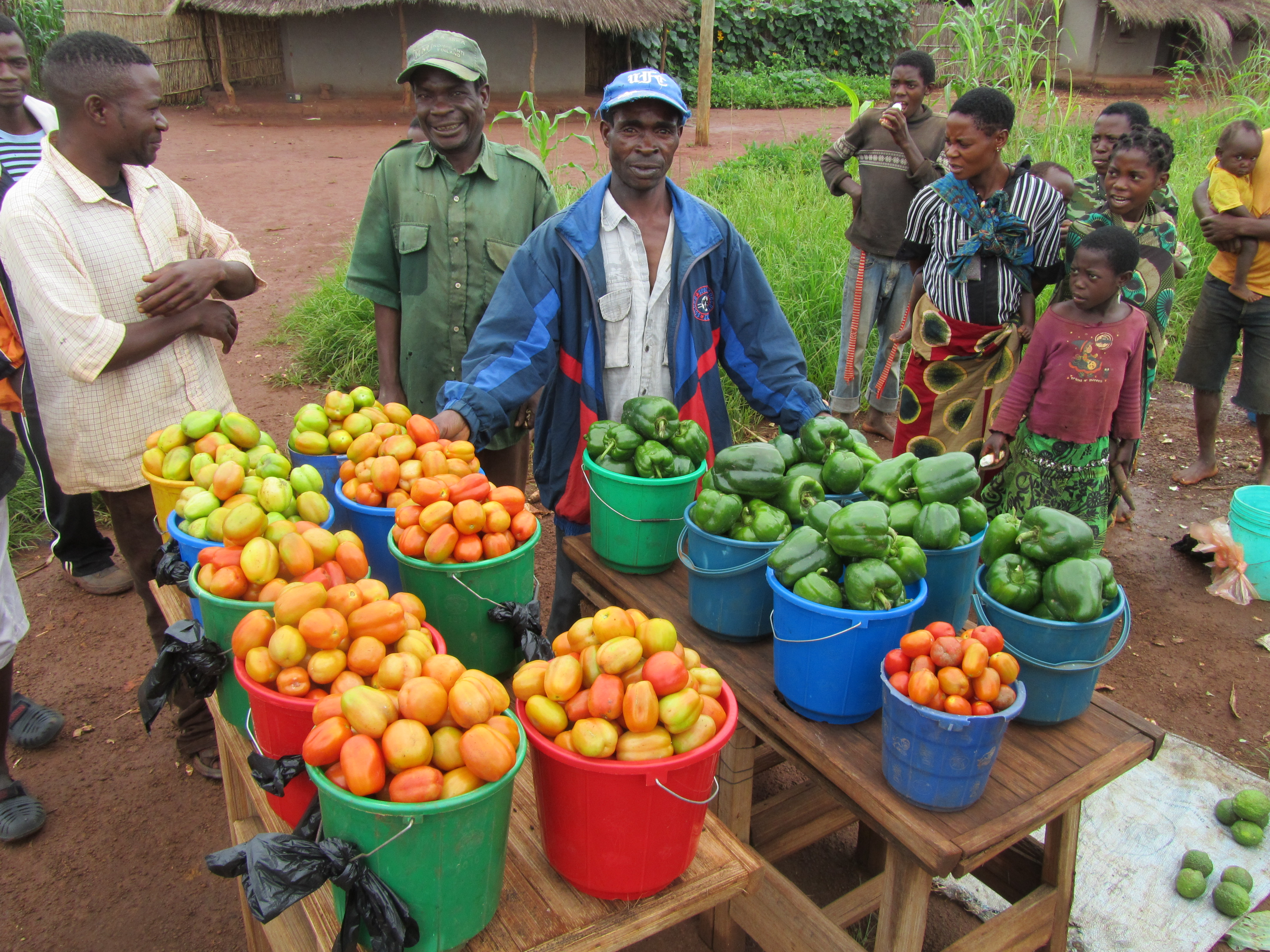
Tomates y pimientos
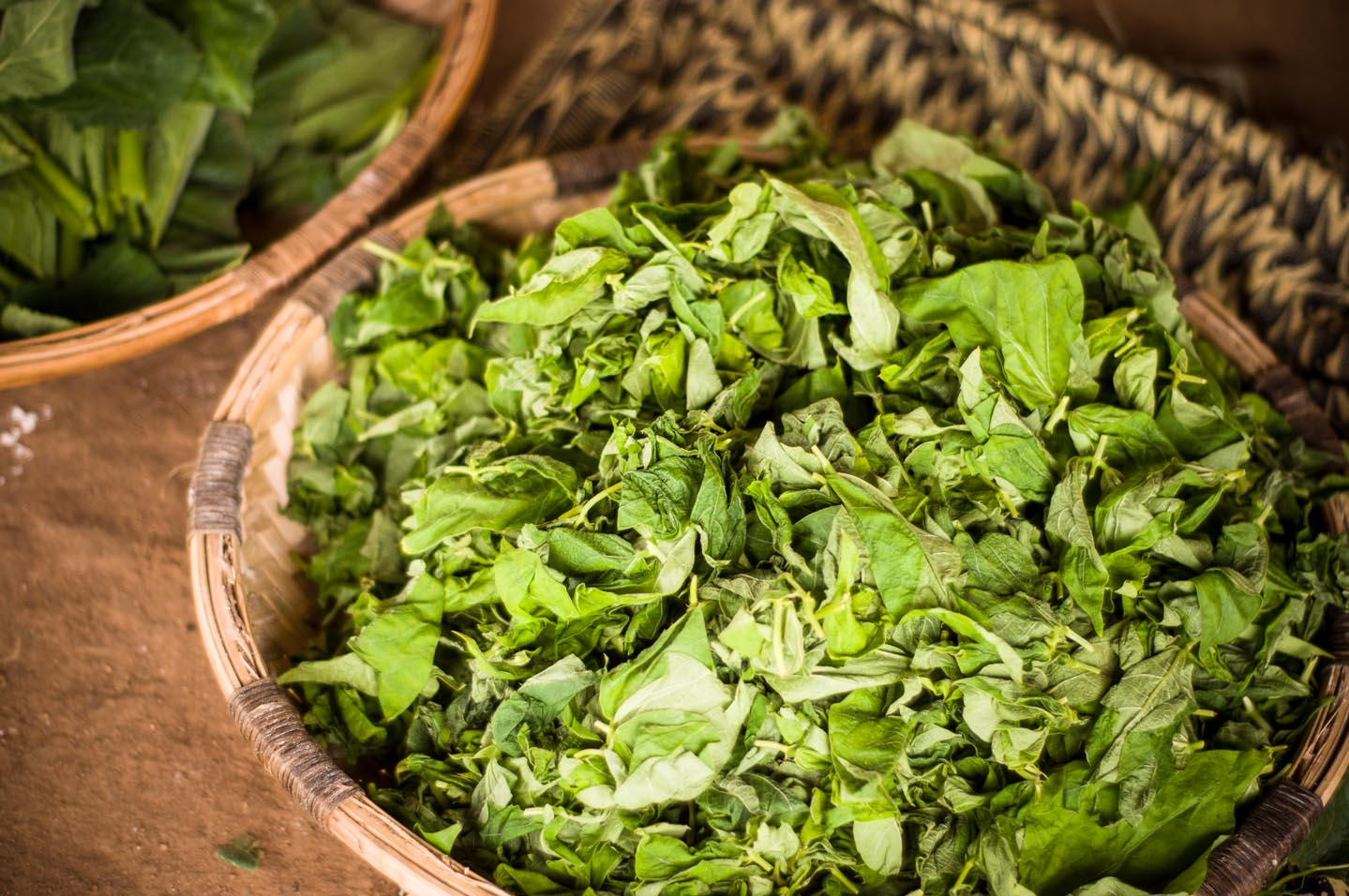
Liponda
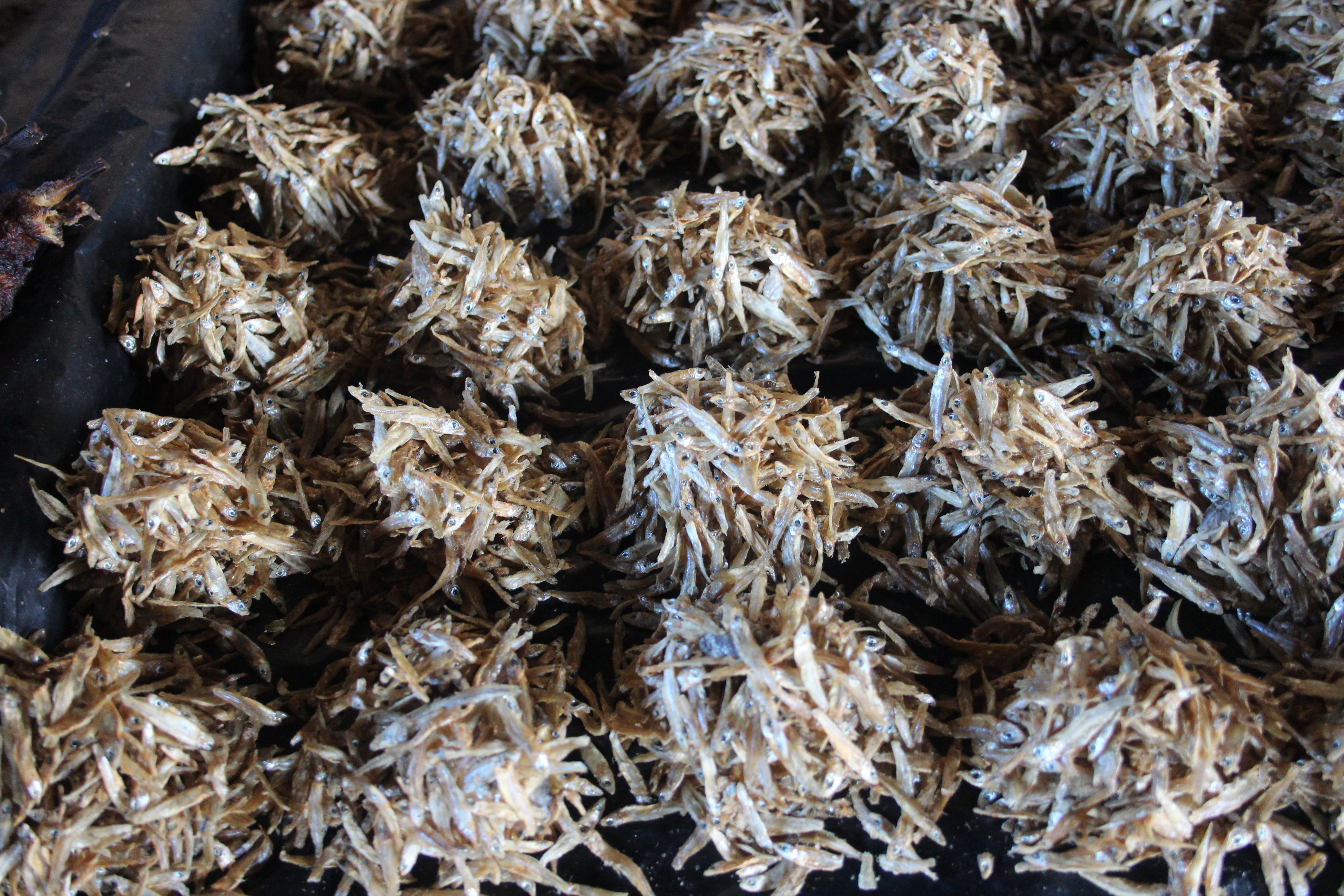
Pescado seco pequeño
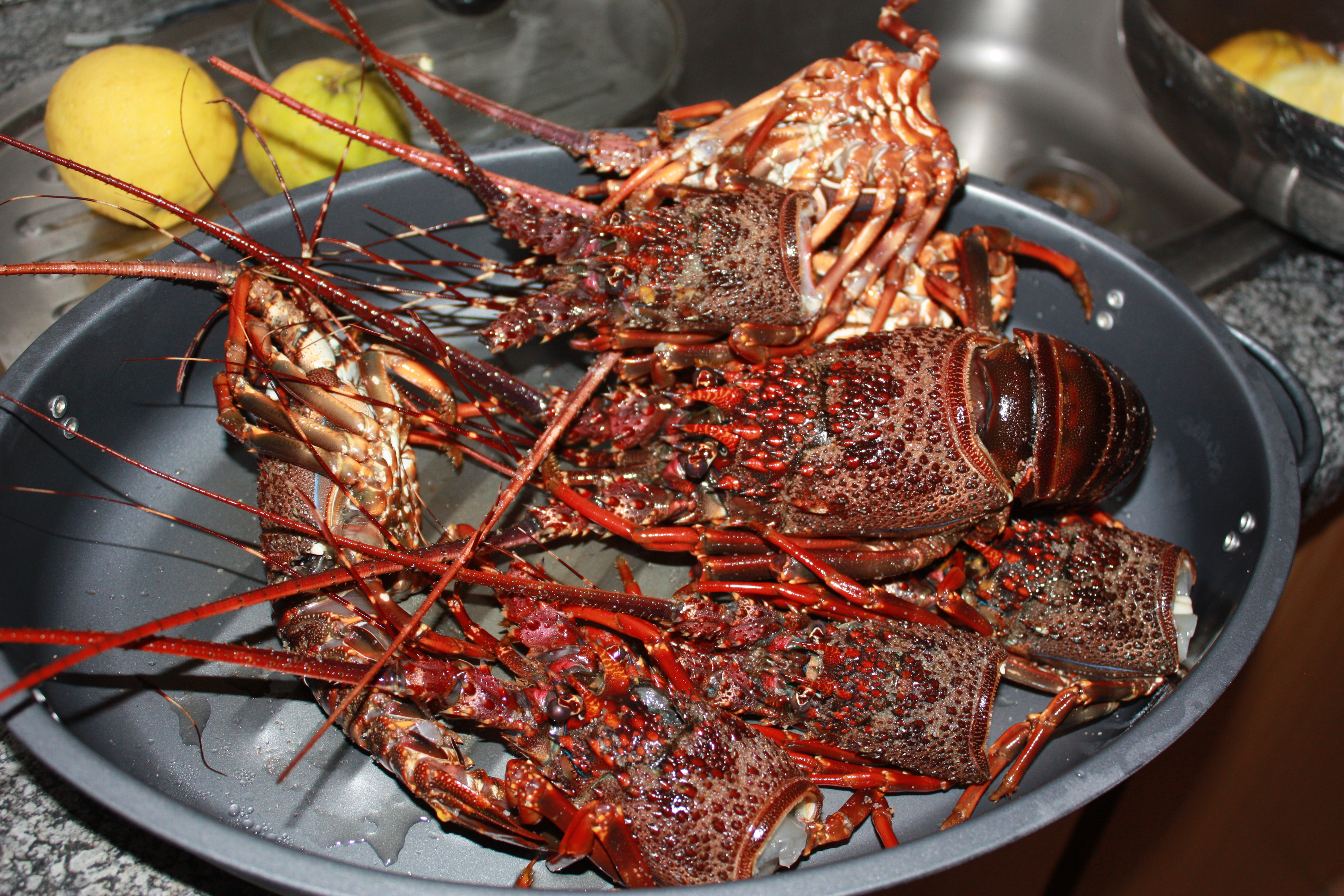
Langostas
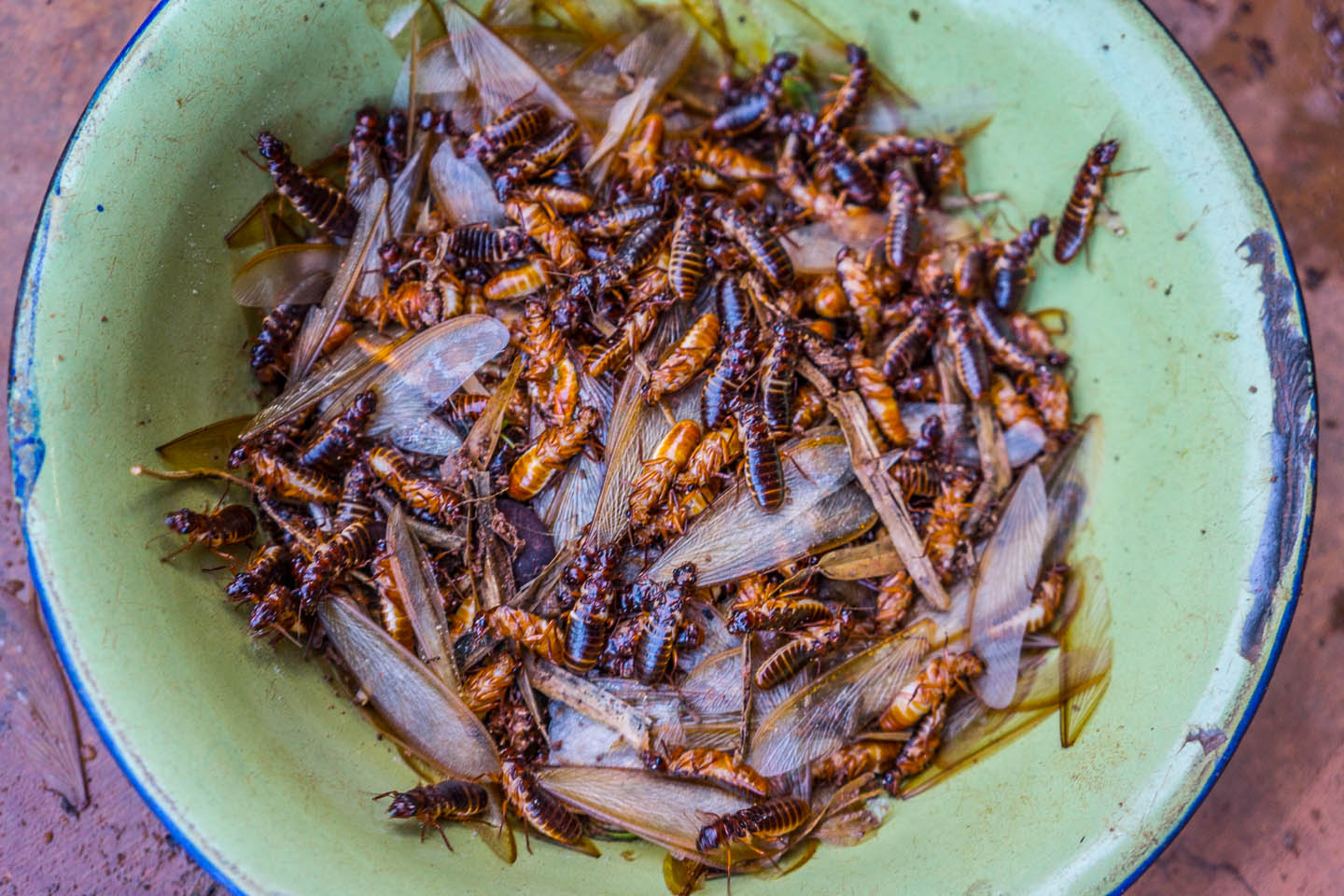
Ngumbi

## Selección de platos
Entre los platos más populares se encuentra el pollo piri piri, una guindilla muy picante. Se suele preparar pollo a la parrilla, matata, un guiso de almejas y maní, rissois, una especie de croquetas de camarones, o matapa, una salsa hecha con hojas de yuca, leche de coco y maní, entre otros platos.

La mayoría de los postres se elaboran con frutas y verduras tropicales cultivadas localmente. Un ejemplo es el bolo polana, un tipo de pastel que generalmente contiene patatas y anacardos. Pudin de yuca, elaborado con yuca y queso, o cocada amarela, hecha con coco y yemas de huevo.

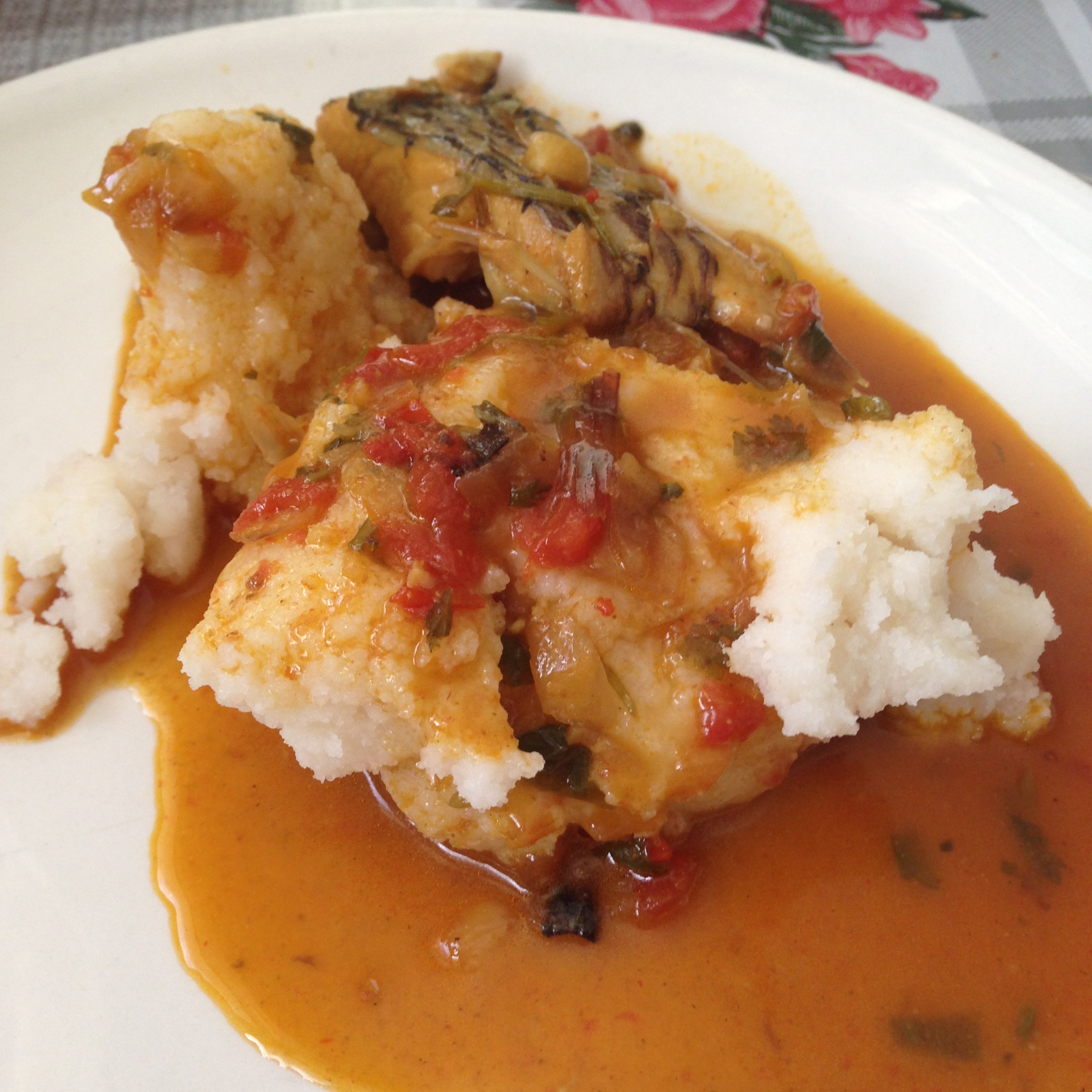
Ugali y curry de pescado
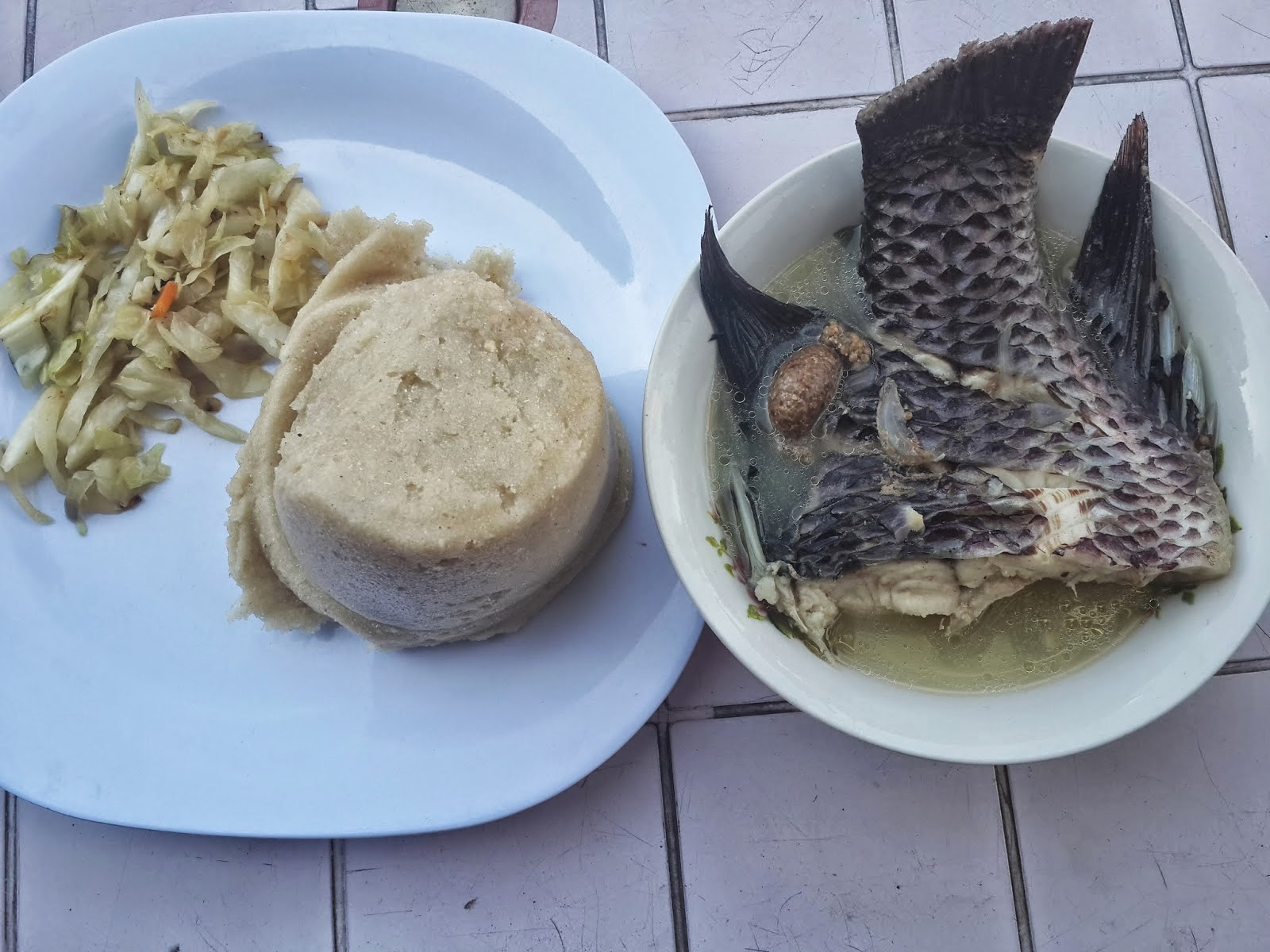
Pilau
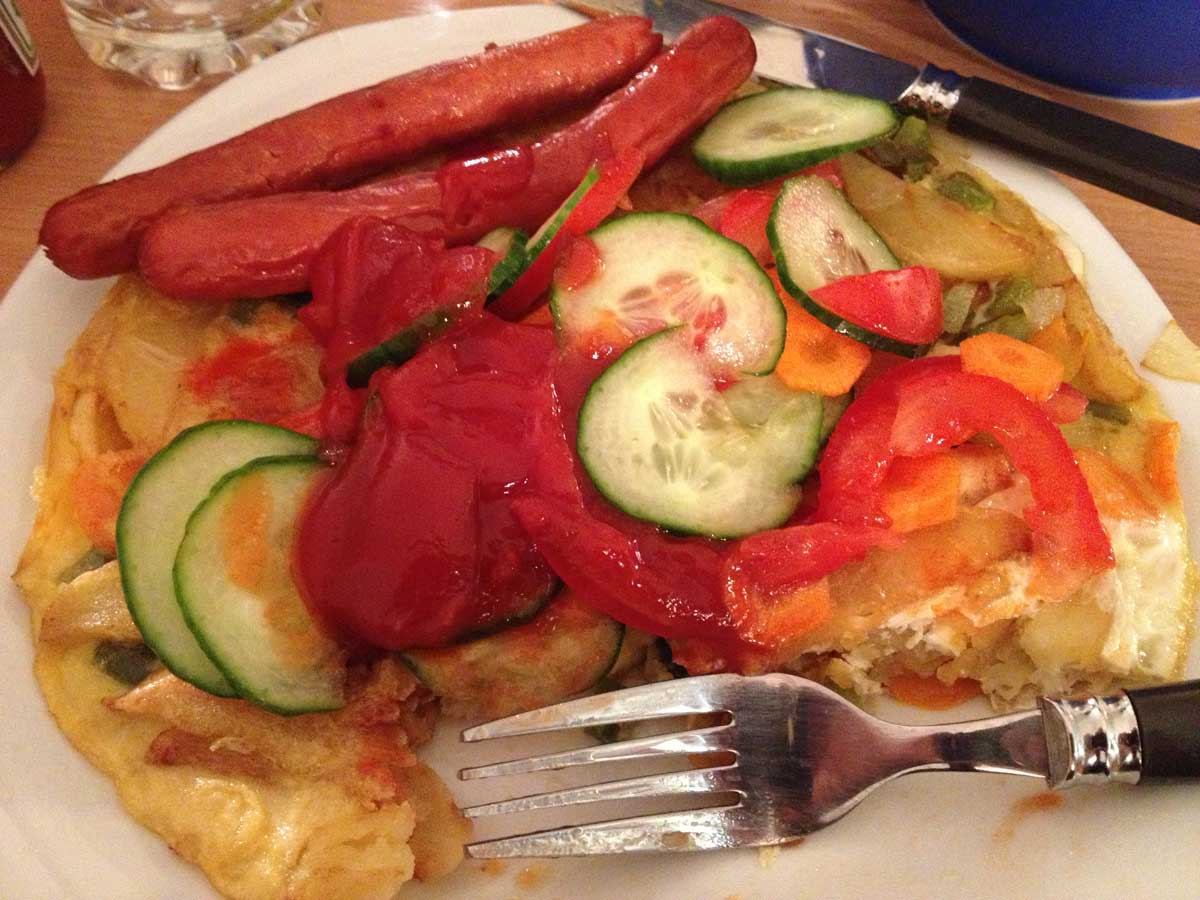
Zege
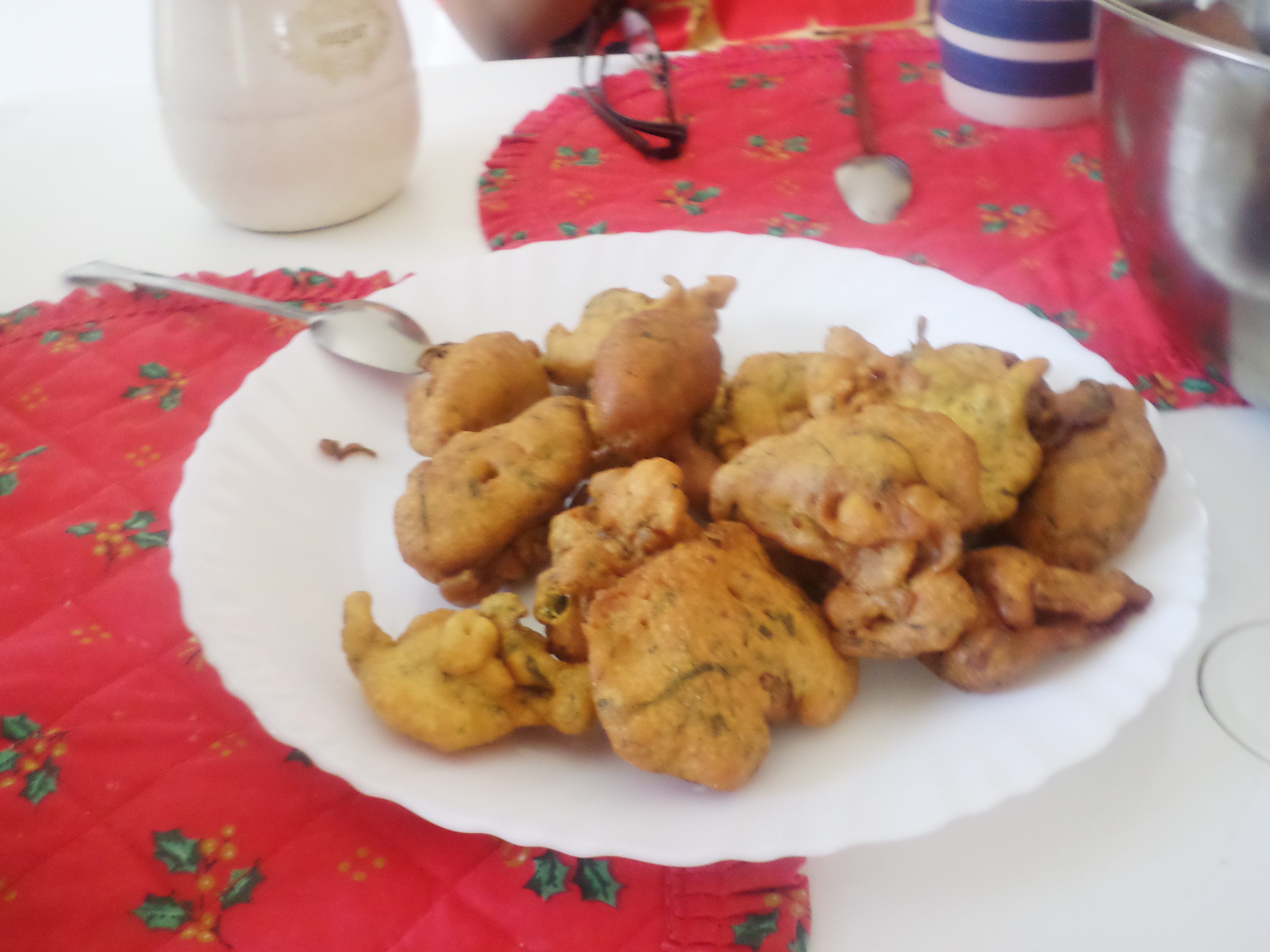
Bagia
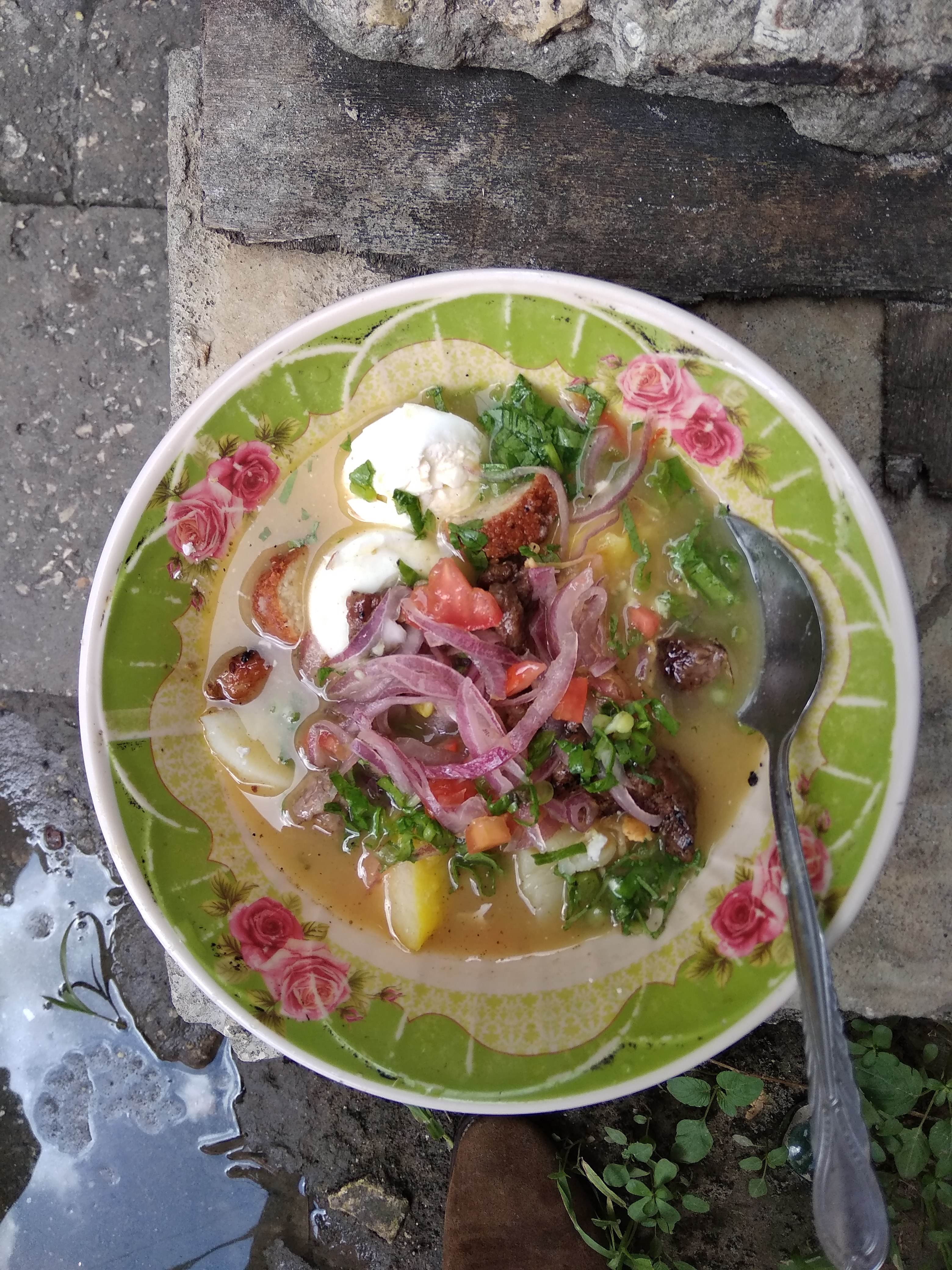
Urojo